# Semionov (ville)
Pour les articles homonymes, voir Semionov.
Semionov (en russe : Семёнов) est une ville de l'oblast de Nijni Novgorod, en Russie, et le centre administratif du raïon de Semionov. Sa population s'élevait à 25 075 habitants en 2021.

## Géographie
Semionov est située à 62 km au nord-est de Nijni Novgorod et à 441 km à l'est-nord-est de Moscou.

## Histoire
La ville a été fondée au début du XVIIe siècle comme village de vieux-croyants. Il a été mentionné pour la première fois en tant que hameau de Semionov en 1644, puis comme village de Semionovo, et enfin à partir de 1779 comme la ville de Semionov. À partir du début du XIXe siècle et jusqu'au début du XXe siècle, Semionov fut un foyer de vieux-croyants et le seul endroit où ils fabriquaient certains objets religieux typiques, comme les perles de prière, appelées lestovka.
Aujourd'hui la petite ville est surtout connue pour ses manufactures de production d'objets laqués typiques de l'artisanat de la laque de Khokhloma.

## Population
Recensements (*) ou estimations de la population
| 1856  | 1897* | 1913  | 1926* | 1939*  |
| ----- | ----- | ----- | ----- | ------ |
| 2 800 | 3 752 | 5 100 | 6 037 | 11 997 |

| 1959*  | 1970*  | 1979*  | 1989*  | 2002*  |
| ------ | ------ | ------ | ------ | ------ |
| 19 837 | 23 633 | 25 199 | 26 282 | 25 298 |

| 2006   | 2010*  | 2012   | 2013   | 2014   |
| ------ | ------ | ------ | ------ | ------ |
| 24 807 | 24 473 | 24 433 | 24 442 | 24 503 |

| 2016   | 2021   | - | - | - |
| ------ | ------ | - | - | - |
| 24 583 | 25 075 | - | - | - |

## Patrimoine
- Église de Tous-les-Saints[3];
- Église des Vieux-Croyants Saint-Nicolas;
- Musée d'histoire et d'art;
- Statue de Boris Kornilov.

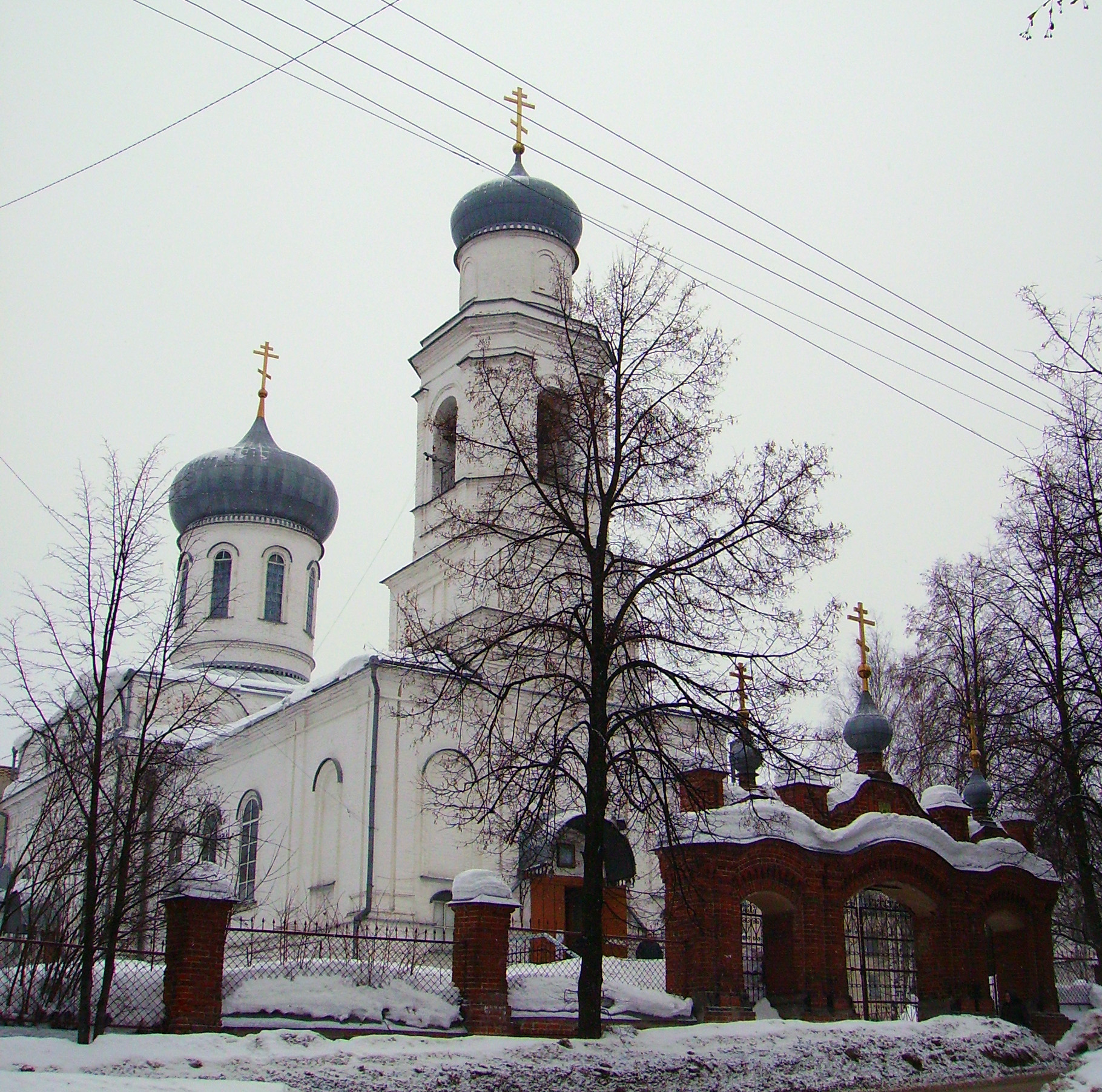
Vue de l'église de Tous-les-Saints
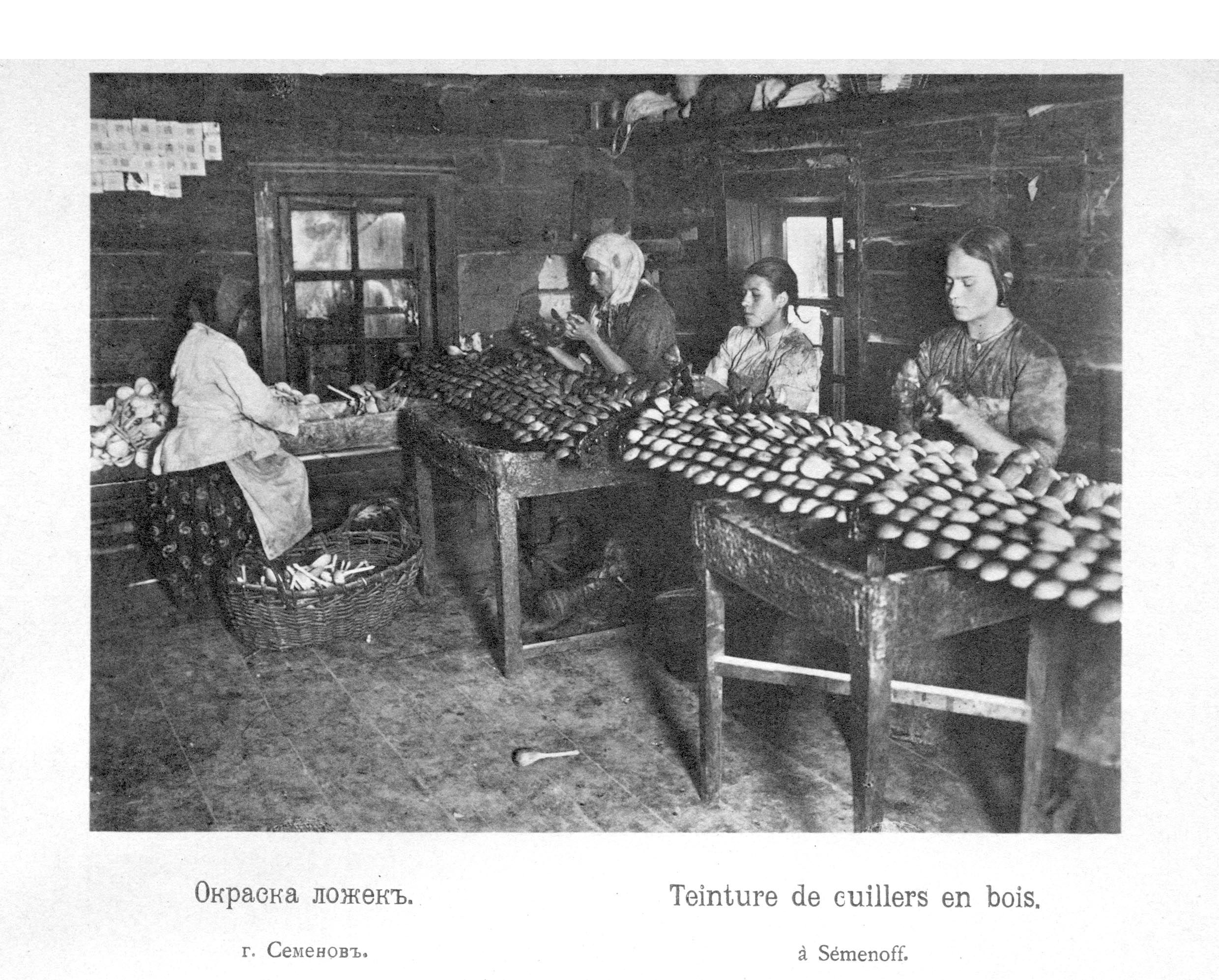
Teinture de cuillers en bois en 1896
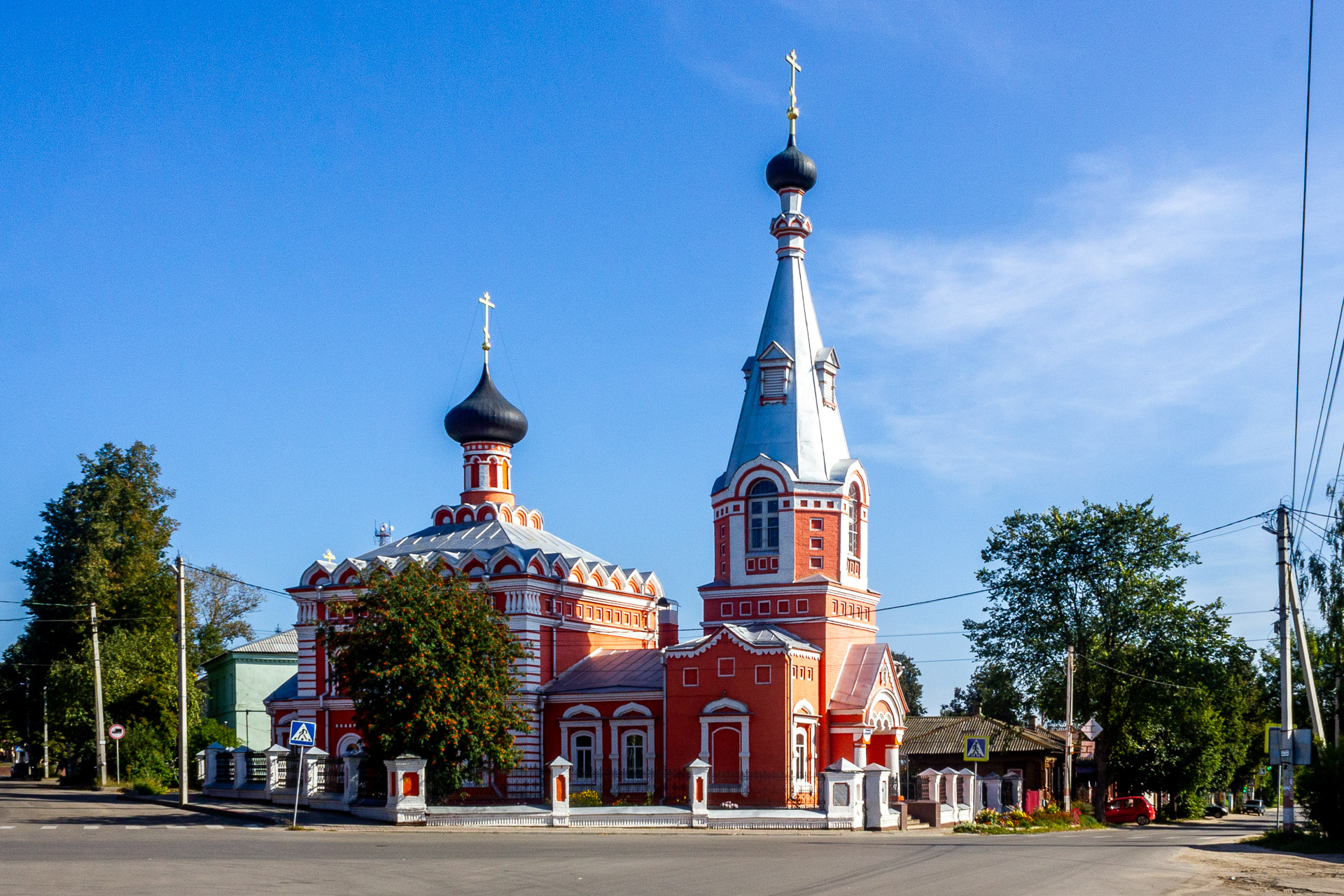
Église Saint-Nicolas
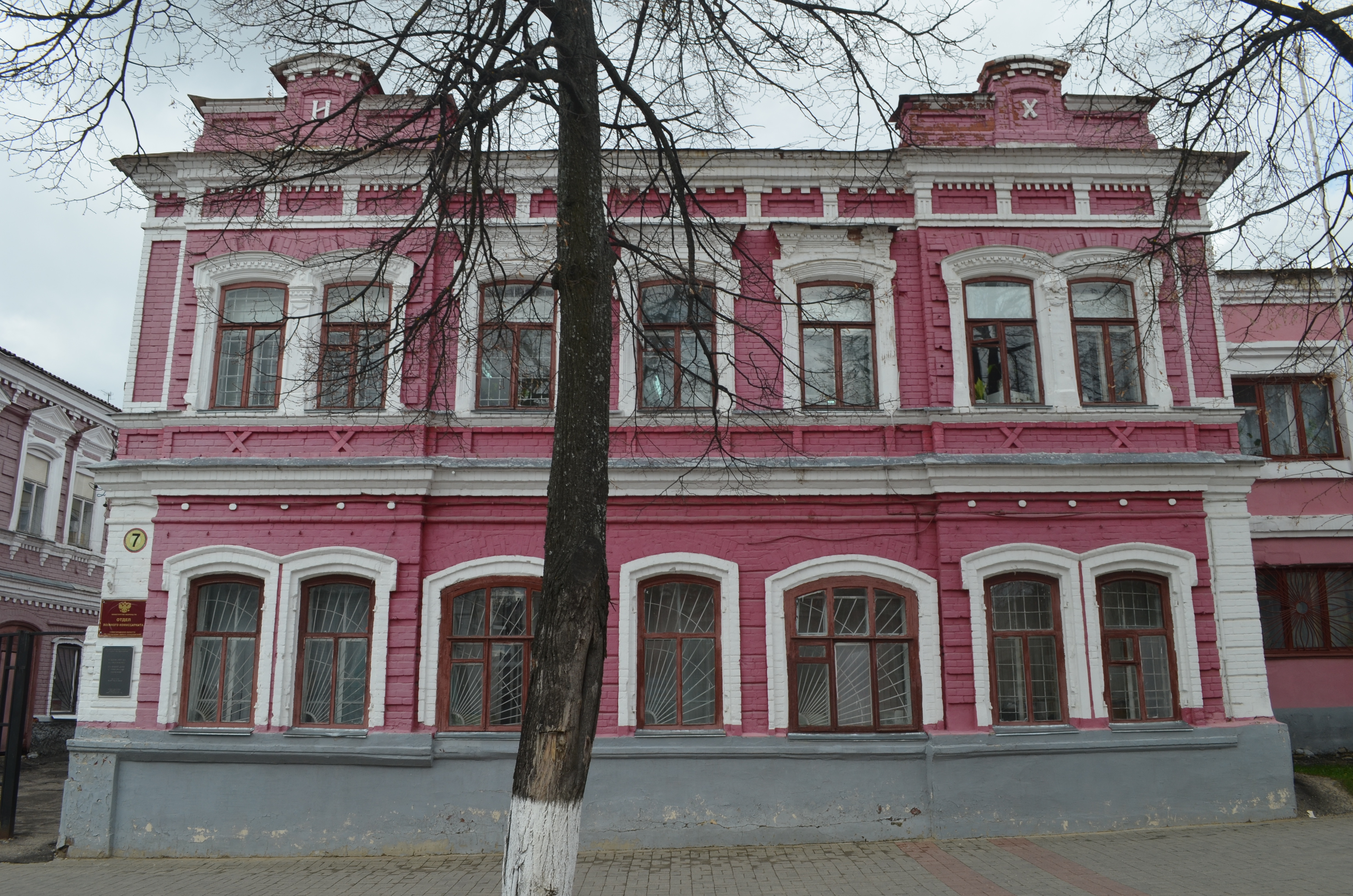
Maison Khanikine inscrite au patrimoine